# Borolia nigrisparsa
Borolia nigrisparsa là một loài bướm đêm trong họ Noctuidae.